# Centuria II. Plantarum
Centuria II. Plantarum (abreviado Cent. Pl. II) es un libro con descripciones botánicas, escrito por el científico, naturalista, botánico y zoólogo sueco Carlos Linneo en el año 1756.